# Kosmos 300
Kosmos 300 (ryska: Космос 300) var en sovjetisk rymdsond i Lunaprogrammet. Rymdsonden sköt upp den 23 september 1969, med en Protonraket. Planen var att farkosten skulle hämta mark prover från månens yta.
Rymdsonden misslyckades med att lämna sin omloppsbana runt jorden och brann upp i jordens atmosfär den 27 september 1969.

### Fotnoter
1. ↑  ”NASA Space Science Data Coordinated Archive” (på engelska). NASA. https://nssdc.gsfc.nasa.gov/nmc/spacecraft/display.action?id=1969-080A. Läst 2 mars 2020.